# Vuelta a España 1979
La 34.ª edición de la Vuelta a España se disputó del 24 de abril al 13 de mayo de 1979 con un recorrido de 3373 km dividido en un prólogo y 19 etapas, tres de ellas dobles, con inicio en Jerez de la Frontera y final en Madrid.
Participaron 90 corredores repartidos en 9 equipos, de los que solo lograron finalizar la prueba 65 ciclistas.
El vencedor, Joop Zoetemelk cubrió la prueba a una velocidad media de 35,529 km/h y, junto a Christian Levavasseur, fueron los únicos corredores que vistieron el maillot de líder en esta edición. Francisco Galdós y Michel Pollentier le acompañaron en el podio.
De las etapas disputadas, seis fueron para ciclistas españoles. El belga Alfons De Wolf, ganador de cinco etapas, fue el vencedor de la clasificación por puntos y Felipe Yáñez logró la victoria en la clasificación de la montaña. 
La prueba estuvo a punto de no llegar a disputarse al renunciar a continuar organizándola el diario El Correo Español-El Pueblo Vasco tal y como venía haciendo desde la edición de 1955. La entrada de la agencia de publicidad Unipublic, junto a los patrocinios de la firma de ropa vaquera Lois y de la ciudad de Jerez de la Frontera, lograría sin embargo la continuidad de la gran ronda española. 
Los ciclistas hicieron una huelga en la etapa con doble sector por considerarla demasiado dura finalmente disputándose a un ritmo lento.

## Etapas
| Etapa   | Fecha       | Recorrido                            | Km         | Ganador               | Líder                 |
| Prólogo | 24 de abril | Jerez de la Frontera                 | 6,3 (CRI)  | Joop Zoetemelk        | Joop Zoetemelk        |
| 1.ª     | 25 de abril | Jerez de la Frontera - Sevilla       | 156        | Sean Kelly            | Joop Zoetemelk        |
| 2.ª     | 26 de abril | Sevilla - Córdoba                    | 188        | Fons De Wolf          | Joop Zoetemelk        |
| 3.ª     | 27 de abril | Córdoba - Sierra Nevada              | 190        | Felipe Yáñez          | Joop Zoetemelk        |
| 4.ª     | 28 de abril | Granada - Puerto Lumbreras           | 222        | Roger De Cnijf        | Joop Zoetemelk        |
| 5.ª     | 29 de abril | Puerto Lumbreras - Murcia            | 139        | Juan Argudo           | Joop Zoetemelk        |
| 6.ª     | 30 de abril | Murcia - Alcoy                       | 171        | Christian Levavasseur | Christian Levavasseur |
| 7.ª     | 1 de mayo   | Alcoy - Sedaví                       | 173        | Fons De Wolf          | Christian Levavasseur |
| 8.ªa    | 2 de mayo   | Sedaví - Benicasim                   | 145        | Sean Kelly            | Christian Levavasseur |
| 8.ªb    | 2 de mayo   | Benicasim                            | 11,3 (CRI) | Joop Zoetemelk        | Christian Levavasseur |
| 9.ª     | 3 de mayo   | Benicasim - Reus                     | 193        | Fons De Wolf          | Christian Levavasseur |
| 10.ª    | 4 de mayo   | Reus - Zaragoza                      | 230        | Noël Dejonckheere     | Christian Levavasseur |
| 11.ª    | 5 de mayo   | Zaragoza - Pamplona                  | 183        | Noël Dejonckheere     | Christian Levavasseur |
| 12.ª    | 6 de mayo   | Pamplona - Logroño                   | 149        | Frans Van Vlierberghe | Christian Levavasseur |
| 13.ª    | 7 de mayo   | Haro - Peña Cabarga                  | 180        | Ángel López del Álamo | Joop Zoetemelk        |
| 14.ª    | 8 de mayo   | Torrelavega - Gijón                  | 178        | Bernardo Alfonsel     | Joop Zoetemelk        |
| 15.ª    | 9 de mayo   | Gijón - León                         | 156        | Lucien Van Impe       | Joop Zoetemelk        |
| 16.ªa   | 10 de mayo  | León - Valladolid                    | 134        | Adri Van Houwelingen  | Joop Zoetemelk        |
| 16.ªb   | 10 de mayo  | Valladolid                           | 22 (CRI)   | Fons De Wolf          | Joop Zoetemelk        |
| 17.ª    | 11 de mayo  | Valladolid - Ávila                   | 204        | Francisco Albelda     | Joop Zoetemelk        |
| 18.ªa   | 12 de mayo  | Ávila - Colmenar Viejo               | 155        | Miguel María Lasa     | Joop Zoetemelk        |
| 18.ªb   | 12 de mayo  | Colmenar Viejo - Azuqueca de Henares | 104        | Cees Bal              | Joop Zoetemelk        |
| 19.ª    | 13 de mayo  | Madrid (circuito)                    | 84         | Fons De Wolf          | Joop Zoetemelk        |

## Equipos participantes
| Equipo                 | Jefe de filas     |
| Kas                    | Lucien Van Impe   |
| Transmallorca - Flavia | Salvador Jarque   |
| Splendor               | Michel Pollentier |
| Teka                   | Manuel Esparza    |
| Moliner - Vereco       | Ángel Arroyo      |

| Equipo                  | Jefe de filas    |
| Boule d'Or-Lano         | Fons De Wolf     |
| Miko-Mercier            | Joop Zoetemelk   |
| Colchón CR - Manzaneque | Jesús Manzaneque |
| Novostil - Helios       | Javier Elorriaga |

## Clasificaciones

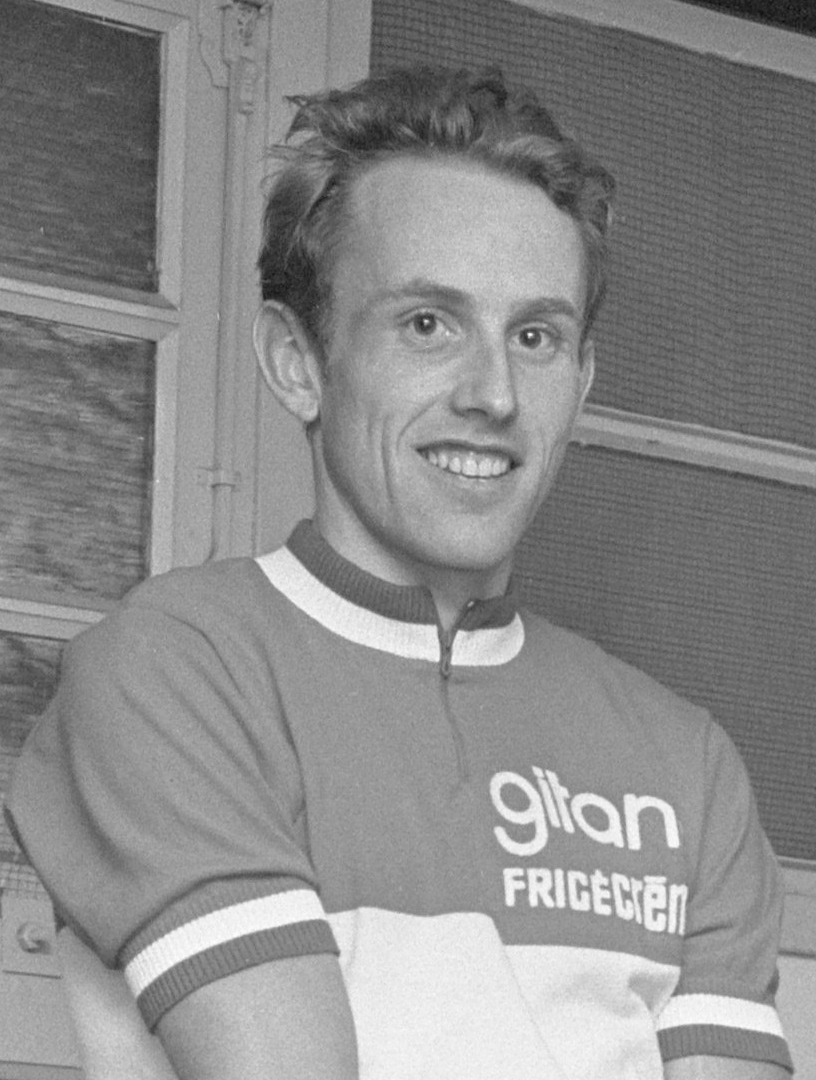
Joop Zoetemelk ganador de esta Vuelta a España

En esta edición de la Vuelta a España se diputaron cinco clasificaciones que dieron los siguientes resultados:
| \| 1. \| Joop Zoetemelk \| Holanda \| MIK \| 94h 57' 03" \| \| \| 2. \| Francisco Galdós \| Bandera de España \| KAS \| + 2' 43" \| \| \| 3. \| Michel Pollentier \| Bélgica \| SPL \| + 3' 21" \| \| \| 4. \| Faustino Rupérez \| Bandera de España \| MOL \| + 5' 51" \| \| \| 5. \| Lucien Van Impe \| Bélgica \| KAS \| + 6' 30" \| \| \| 6. \| Pedro Torres \| Bandera de España \| TRA \| + 6' 49" \| \| \| 7. \| Felipe Yáñez \| Bandera de España \| NOV \| + 7' 41" \| \| \| 8. \| Christian Seznec \| Francia \| MIK \| + 8' 03" \| \| \| 9. \| Fons De Wolf \| Bélgica \| BOU \| + 10' 01" \| \| \| 10. \| Julián Andiano \| Bandera de España \| MOL \| + 10' 52" \| \| |                   |                   |     |             |  |
| 1. | Joop Zoetemelk    | Holanda           | MIK | 94h 57' 03" |  |
| 2. | Francisco Galdós  | Bandera de España | KAS | + 2' 43"    |  |
| 3. | Michel Pollentier | Bélgica           | SPL | + 3' 21"    |  |
| 4. | Faustino Rupérez  | Bandera de España | MOL | + 5' 51"    |  |
| 5. | Lucien Van Impe   | Bélgica           | KAS | + 6' 30"    |  |
| 6. | Pedro Torres      | Bandera de España | TRA | + 6' 49"    |  |
| 7. | Felipe Yáñez      | Bandera de España | NOV | + 7' 41"    |  |
| 8. | Christian Seznec  | Francia           | MIK | + 8' 03"    |  |
| 9. | Fons De Wolf      | Bélgica           | BOU | + 10' 01"   |  |
| 10. | Julián Andiano    | Bandera de España | MOL | + 10' 52"   |  |

| \| 1. \| Fons De Wolf \| Bélgica \| BOU \| 249 puntos \| \| 2. \| Noël Dejonckheere \| Bélgica \| TEK \| 173 puntos \| \| 3. \| Joop Zoetemelk \| Holanda \| MIK \| 139 puntos \| |                   |         |     |            |
| 1. | Fons De Wolf      | Bélgica | BOU | 249 puntos |
| 2. | Noël Dejonckheere | Bélgica | TEK | 173 puntos |
| 3. | Joop Zoetemelk    | Holanda | MIK | 139 puntos |

| \| 1. \| Felipe Yáñez \| \| NOV \| 96 puntos \| \| 2. \| Vicente Belda \| \| TRA \| 65 puntos \| \| 3. \| Joop Zoetemelk \| Holanda \| MIK \| 47 puntos \| |                |                   |     |           |
| 1. | Felipe Yáñez   | Bandera de España | NOV | 96 puntos |
| 2. | Vicente Belda  | Bandera de España | TRA | 65 puntos |
| 3. | Joop Zoetemelk | Holanda           | MIK | 47 puntos |

| \| 1. \| Roger De Cnijf \| Bélgica \| BOU \| 63 puntos \| |                |         |     |           |
| 1.                                                        | Roger De Cnijf | Bélgica | BOU | 63 puntos |

| \| 1. \| Kas \| \| 284h 57' 15" \| \| 2. \| - \| - \| - \| \| 3. \| - \| - \| - \| |     |                   |              |
| 1.                                                                                 | Kas | Bandera de España | 284h 57' 15" |
| 2.                                                                                 | -   | -                 | -            |
| 3.                                                                                 | -   | -                 | -            |